# Дитројт Бич (Мичиген)
Дитројт Бич (енгл. Detroit Beach) насељено је место без административног статуса у америчкој савезној држави Мичиген.

## Демографија
По попису из 2010. године број становника је 2.087, што је 202 (-8,8%) становника мање него 2000. године.
| Група             | 2000.         | 2010.         |
| Белци             | 2.231 (97,5%) | 1.971 (94,4%) |
| Афроамериканци    | 3 (0,1%)      | 8 (0,4%)      |
| Азијати           | 1 (0,0%)      | 1 (0,0%)      |
| Хиспаноамериканци | 22 (1,0%)     | 61 (2,9%)     |
| Укупно            | 2.289         | 2.087         |